# عصر فرمانروایان ۲: پیروزمندان
عصر فرمانروایان ۲: پیروزمندان (به انگلیسی: Age of Empires II: The Conquerors) عنوان یک بسته الحاقی در سبک استراتژی هم‌زمان برای بازی ویدئویی عصر فرمانروایان ۲: دوران پادشاهان است که توسط استودیو انسمبل توسعه یافته‌است. استودیو بازی مایکروسافت این بازی را در ۲۴ اوت ۲۰۰۰ برای مایکروسافت ویندوز منتشر نمود. این بازی، چهارمین نسخه از مجموعه بازی‌های عصر فرمانروایان محسوب می‌گردد.
تفاوت این نسخه با بازی عصر فرمانروایان ۲: دوران پادشاهان، افزوده شدن ۵ انتخاب جدید برای انجام بازی به گزینه‌های پیشین است. آزتک‌ها، مایاها، اسپانیایی‌ها، کره‌ای‌ها و هون‌ها گزینه‌های جدید برای انتخاب هستند.